# The upside of down
The Upside of Down is het tweede en laatste studioalbum van de Amerikaanse powerpopband The Tories. Het album werd in 2001 uitgebracht in eigen beheer, nadat hun label N2K Records failliet was gegaan. Een jaar later gingen de bandleden vriendschappelijk uit elkaar. Drummer Brent Klopp had de band reeds verlaten; hij werkte niet meer mee aan de opnames van dit album.
Het nummer 'Time for You' werd gebruikt als titelsong voor de sitcom Jesse.

## Ontvangst
Jason Damas van AllMusic noemde 'Time for You' "the Tories' strike of pop brilliance". Hij herkende in het nummer invloeden van The Rembrandts, verantwoordelijk voor Friends' titelsong 'I'll Be There for You', en The Monkees. Waar de sound op The Tories' debuutalbum Wonderful Life nog te vergelijken was met die van Jellyfish, gold dat volgens Damas niet meer voor The Upside of Down waarmee de band meer richting rock bewoog. Ook PopMatters viel de ontwikkeling op die de band doormaakte: "However, there appears to be an overall heavier, sobering outlook that permeates the bulk of Upside of Down, which reflect the collective experiences of the band leading up to this moment in time."

## Nummers
| Nr. | Titel                                 | Duur |
| --- | ------------------------------------- | ---- |
| 1.  | 'Would You Notice'                    | 3:14 |
| 2.  | 'Time for You'                        | 2:44 |
| 3.  | 'Come Unglued'                        | 3:46 |
| 4.  | 'Greatest Foe'                        | 4:46 |
| 5.  | 'Point of View'                       | 4:54 |
| 6.  | 'Superconductor'                      | 3:13 |
| 7.  | 'Everything Keeps Coming Up With You' | 2:57 |
| 8.  | 'The Upside of Down'                  | 4:46 |
| 9.  | 'The End'                             | 3:30 |
| 10. | 'Other Side of Time'                  | 2:54 |
| 11. | 'All the World's for Sale'            | 4:19 |

## Personeel

### Bezetting
- Steve Bertrand (zang, gitaar)
- J.J. Farris (gitaar, zang)
- James Guffee (bas, zang)

### Productie
- Stuart Brawley, producer